# Tarnów
Tarnów (česky Tarnov; název pochází ze slova trn (psl. *tьrnъ)) je město v severovýchodní části Malopolského vojvodství. Leží na řekách Biała a Dunajec přibližně na půli cesty mezi Krakovem a Řešovem. Městská práva mu v roce 1330 udělil Vladislav I. Lokýtek, ve městě žije přibližně 106 tisíc obyvatel.
V letech 1975–1998 byl metropolí vojvodství tarnowského. Ve městě sídlí biskup tarnowské diecéze. Význam města spočívá v průmyslových závodech, které se nacházejí na západní straně za Dunajcem, centrum města pak je samo o sobě turisticky atraktivní. Tarnow se rozvíjel díky železniční dopravě; město se nachází na hlavní trati vedoucí přes tehdejší rakouskou Halič a spojující Krakov se Lvovem; první vlak sem přijel roku 1856. V dobách druhé světové války se tu nacházelo židovské ghetto (ve městě existovala početná židovská komunita), ke konci 20. století se pak začalo s rekonstrukcí historických budov a dnes tak město navštěvují turisté.

## Památky

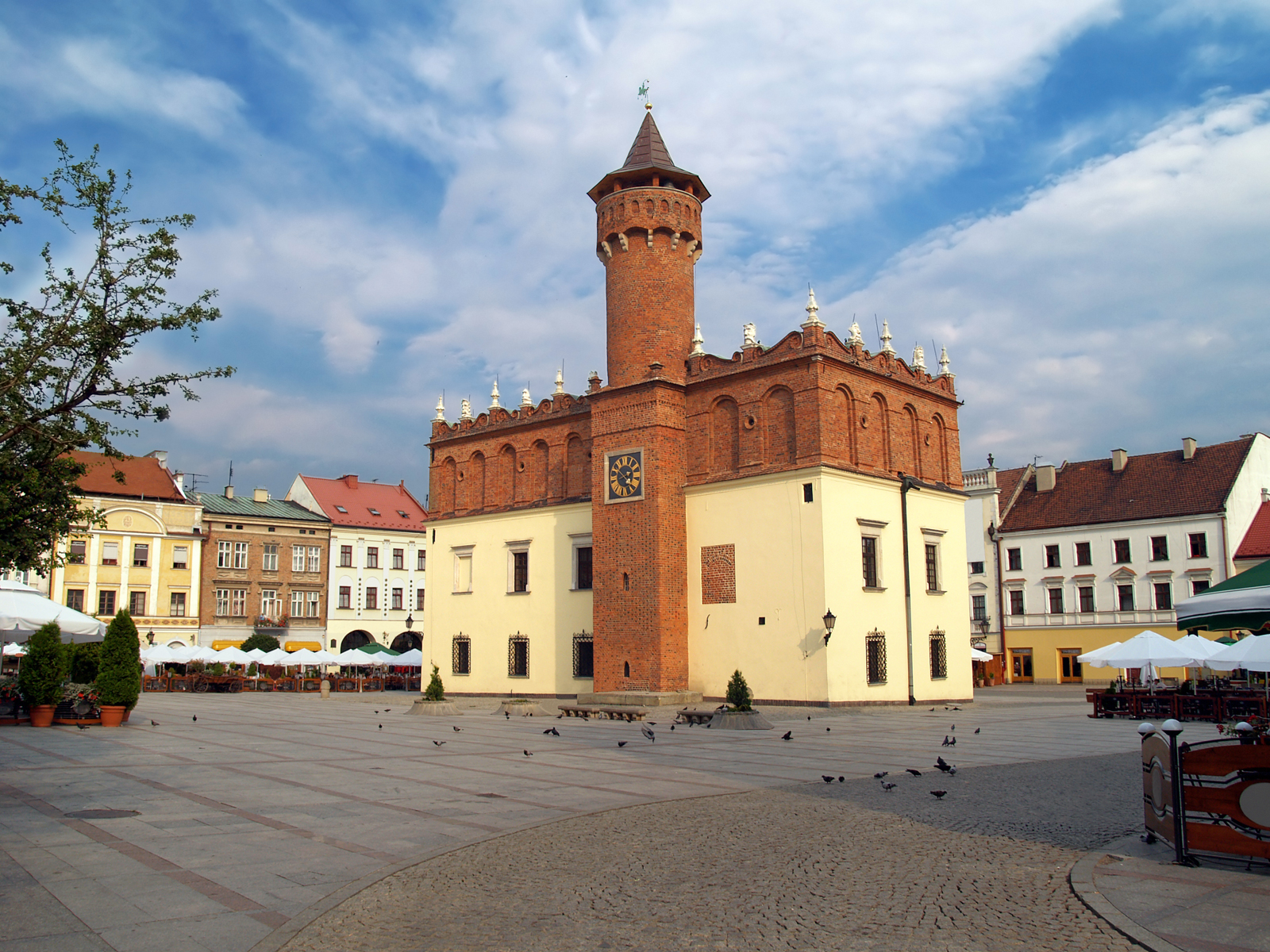
Radnice

- Tarnowská radnice

## Partnerská města
- Bila Cerkva, Ukrajina
- Kotlas, Rusko
- Nowy Sącz, Polsko
- Ternopil, Ukrajina
- Trenčín, Slovensko
- Varšava, Polsko
- Vinnycja, Ukrajina